# Spiegelglashütte Friedrichsthal
Die Spiegelglashütte Friedrichsthal war die erste Glashütte in der Niederlausitz. Sie wurde am 29. November 1709 mit Mitteln der kursächsischen Rentkammer unter Kurfürst Friedrich August I. gegründet und blieb bis 1974 in Betrieb. Die Spiegelglashütte Friedrichsthal befand sich am südlichen Rand des brandenburgischen Ortes Kostebrau (Gemeinde Lauchhammer, Straße: Friedrichsthal), ca. 16 Kilometer südwestlich von Senftenberg. Heute sind noch einige Ziegelscheunen, Wohnhäuser, Werksgleise und das Feuerwehrhaus erhalten.

## Geschichte

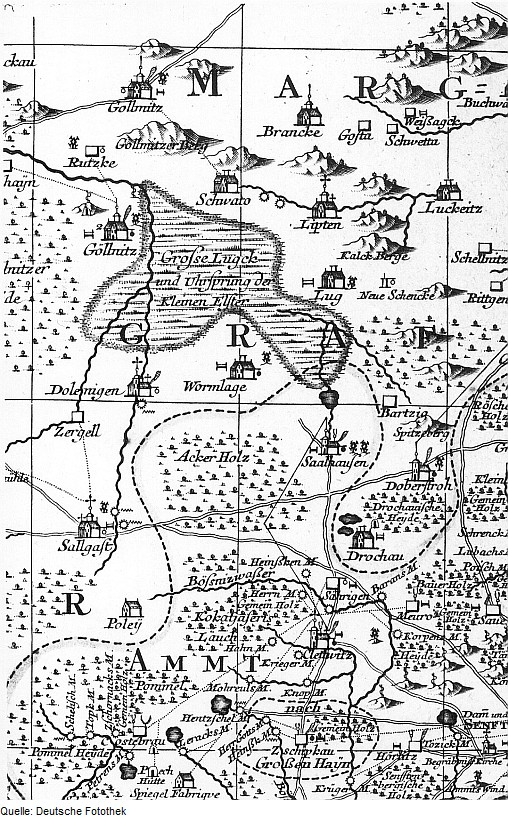
Karte des Amtes Senftenberg von 1757, im Süden befinden sich der Ort Costebrau und die Spiegel Fabriqve

Schon Ehrenfried Walther von Tschirnhaus sprach sich beim Kurfürsten für den Bau einer Glashütte im Tal der Pommelheide aus, da es dort ausreichende Vorkommen an Holz und geeignetem Sand gab. Doch erst nach seinem Tod entschied der sächsische Hof, diese Idee umzusetzen und so von teuren Spiegelglas-Importen unabhängig zu werden. Am 29. November 1709 unterzeichnete Matthäus Daniel Pöppelmann das Protokoll über den Bau der Glashütte, inklusive erster Bauzeichnungen. Noch im gleichen Jahr begann der Bau der Glashütte. Zu Ehren des Kurfürsten Friedrich August I. erhielt die neue Glashüttensiedlung den Namen Friedrichsthal.
Der Franzose Sebastian Massar wurde erster Pächter und Direktor der Spiegelfabrik. Am 9. Dezember 1709 genehmigte die Rentkammer seinen Pachtvertrag. 26 Personen arbeiteten zu Beginn in der Fabrik. Die ersten Jahrzehnte umfasste die Produktion ausschließlich Spiegel- und Flachglas. 1787 kam die Herstellung von Hohlglas hinzu. In der Zwischenzeit hatte die Fabrik bereits einige Pächterwechsel und Stilllegungen wegen Absatzmangel und zu hohen Kosten durchlaufen. Auch während des Siebenjährigen Krieges hatte die Produktion stillgestanden. Die Erweiterung der Produktpalette auf Flaschen und Gläser sowie Kostensenkungsmaßnahmen des Hütteninspektors Johann Theodor Roscher, wie zum Beispiel der Einsatz einheimischer Materialien, stabilisierten das Unternehmen wieder. Unter Hofrat Sahr, der 1801 die Leitung übernahm, führte sich dieser positive Trend fort. Die Spiegelglashütte Friedrichsthal wurde 1806 als erfolgreiche Konkurrenz der böhmischen Hütten beschrieben. Besonders das weiße Tafelglas war sehr begehrt und wurde unter anderem an das Weimarer Stadtschloss geliefert. Dagegen wurde das Gießen von Spiegelglas 1803 endgültig aufgegeben.
Die politische Entwicklung wirkte sich jedoch erneut negativ auf das Unternehmen aus. 1813 setzten russische Truppen während der Befreiungskriege das Polier- und Schleifwerk in Brand und führten die Arbeiter und Hütteninspektor Roscher als Gefangene ins Hauptquartier ab. 1815, nach dem Wiener Kongress, fiel zudem die Niederlausitz an Preußen, dazu gehörte auch die Spiegelglashütte Friedrichsthal. Kurz darauf wurde sie privatisiert. Der erste Besitzer war Unternehmer Georg Hartwig Gerke, der bereits die „Luisenhütte“ bei Dobrilugk gegründet hatte. Doch unter seiner Leitung geriet die Hütte ab 1834 in finanzielle Schwierigkeiten.
1841 erwarb Graf zu Solms-Baruth die Spiegelglashütte bei einer Zwangsversteigerung und erweiterte sie zwei Jahre danach um ein weiteres Hüttengebäude, Die Neue Hütte. Bis 1882 blieb die Fabrik in seinem Besitz und konnte erneut Erfolge erzielen. Friedrichsthaler Glas wurde unter anderem auf der 1. Weltausstellung 1851 in London und auf der Weltausstellung 1855 in Paris präsentiert. Um 1865 wurden die Glashütten in der Niederlausitz von Holzfeuerung auf Braunkohlefeuerung umgestellt. Friedrichsthal bezog seine Braunkohle zunächst von der benachbarten Grube Alwine. Der Transport fand mit Pferden statt, bis Kostebrau 1898 Anschluss an die Schipkau-Finsterwalder Eisenbahn erhielt.

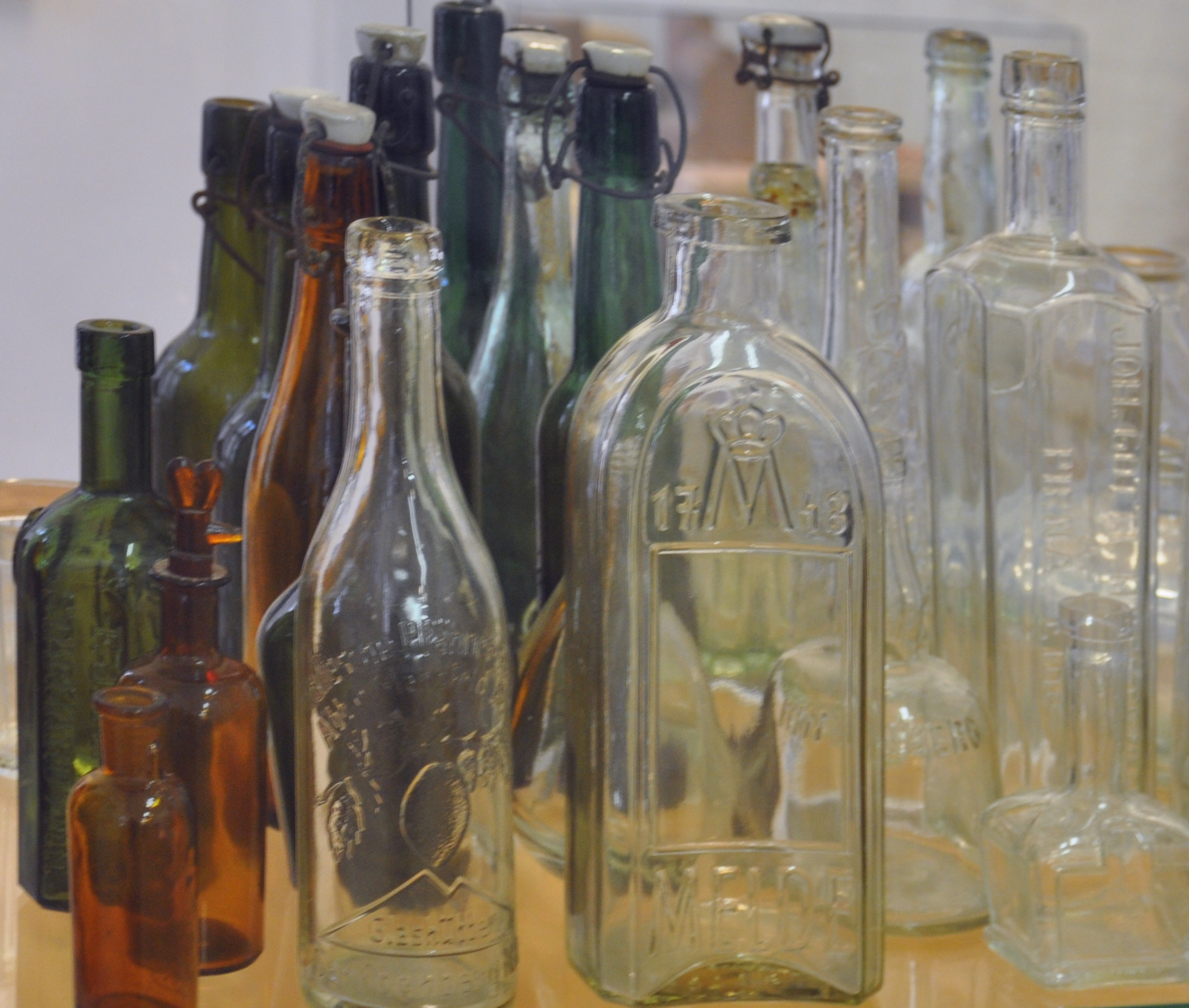
Glasflaschen aus der ersten Hälfte des 20. Jahrhunderts, unter anderem aus der Glashütte Friedrichsthal, ausgestellt im Museum Senftenberg

1882 erwarb Adalbert Wisch aus Baruth die Hütte, der gleichzeitig auch eine Braunkohlengrube und eine Ziegelei betrieb. Doch 1902 ging er in Konkurs und im Jahr darauf erwarben Vollbrecht aus Dresden und Johnsen & Jürgensen aus London die Hütte. Sie firmierte danach unter Glashütte Friedrichsthal GmbH und wurde von Kaufmann Paul Schwarzer aus Schwepnitz geleitet. Zu dieser Zeit exportierte das Unternehmen zwei Drittel seiner Produkte – Flaschen und Gläser aller Art. 1914 wurde die erste halbautomatische Maschine zu deren Herstellung eingesetzt. Während des Ersten Weltkrieges kam die Produktion kurzzeitig zum Stillstand, als die Glasmacher im Lauchhammerwerk in der Rüstung arbeiten mussten.
1921 wurde die Hütte in eine Aktiengesellschaft umgewandelt. 1923 übernahm die Bartsch, Quilitz & Co. AG die Hütte, welche nun als Werk Kostebrau firmierte. Sie produzierte hauptsächlich Pressglas und Behälterglas sowie ab 1932 Konservenglas. Besondere Bekanntheit erlangte die Marke Germania. 1939 begann die maschinelle Herstellung von Hohlglas, das zuvor mit dem Mund geblasen worden war. Zu dieser Zeit arbeiteten ca. 120 Arbeiter in der Hütte.
Im April 1945, zum Ende des Zweiten Weltkriegs, besetzte die Rote Armee die Glashütte. Die Besitzer wurden enteignet und eine Treuhandverwaltung in Kostebrau übernahm bis 1968 die Leitung des Unternehmens, das nun Bartsch, Quilitz & Co. in Treuhandverwaltung, Flaschenproduktion, Kostebrau hieß und hauptsächlich Flaschen produzierte. 1954 erfolgte die Zusammenlegung mit dem Glaswerk Finsterwalde. In der Folge reduzierte sich die Belegschaft der Hütte Friedrichsthal. Um 1961 begann die Produktion von Wasserglas, das unter anderem für die Waschmittelherstellung in Genthin verwendet wurde. 1962 endete die Herstellung von Behälterglas und Wasserglas verblieb als einziges Produkt.
1969 wurden alle Unternehmen, die bis dahin unter Bartsch, Quilitz & Co firmierten, zu dem VEB Glaswerk Stralau mit Sitz in Berlin vereint. Die Glashütte Friedrichsthal trug nun den Namen VEB Glaswerk Stralau, Betriebsteil Finsterwalde, Werk Kostebrau. In den folgenden Jahren änderte sich immer wieder die Verwaltungsstruktur der Glasindustrie in der DDR. Der Aufbau der Planwirtschaft führte zu Problemen im Unternehmen. Zudem war die Konkurrenz durch leistungsfähigere Glasfabriken groß und ein Teil der Glasarbeiter wanderten in den Bergbau ab. 1974 wurde die Produktion in Friedrichsthal eingestellt und die Glasfabrik abgerissen. Die verbliebenen Glasarbeiter bekamen die Möglichkeit der Weiterbeschäftigung im Glaswerk Finsterwalde. 1976 wurden auch das seit 1709 bestehende Turmhaus der Glashütte Friedrichsthal, der zugehörige Werksgasthof und ein großes Wohngebäude abgerissen.